# اشتباكات جرمانا 2025
في 28 فبراير/شباط 2025، اندلعت مواجهات عنيفة بين قوات الأمن التابعة للحكومة السورية الانتقالية ودروز محليين في جرمانا، إحدى ضواحي العاصمة دمشق ذات الكثافة السكانية الدرزية والمسيحية الكبيرة. أسفرت هذه الاشتباكات عن مقتل أحد عناصر الأمن وإصابة تسعة آخرين من سكان جرمانا.